# Zeffer András
Zeffer András, becenevén Zefi (Budapest, 1958. október 29.) Máté Péter-díjas magyar billentyűs, énekes, zeneszerző, a P. Mobil egykori tagja, a RockBand és a Mobilmánia vezetője.

## Pályafutása
Évekig tanult zongorán, majd sípos orgonán. Első komolyabb együttese az S.O.S volt, ahol Kocsándi Miklóssal, a korábbi P. Mobil-énekes Szegváry Gáborral és Sárvári Vilmossal játszott együtt. Utóbbival 1980-ban igazoltak a P. Mobilba, Cserháti István és Bencsik Sándor helyére.
A P. Mobil együttesben vált ismertté, népszerűvé. Mint billentyűs, leginkább híres Hammond-orgonájával együtt említik. Virtuóz játéka a rockzenét hallgatók körében igen kedvelt[forrás?].
1997-ben Tunyogi Péterrel és Kékesi Lászlóval együtt el kellett hagyniuk a P. Mobilt, ekkor a Tunyogi Band utódjaként megalakították a Tunyogi Rock Band (TRB) együttest.
Kitartásának, tenni akarásának és sok munkájának köszönhetően a TRB sok sikeres[forrás?] koncertet adott országszerte, valamint színvonalas kiadványokat jelentettek meg.
2004-től Tunyogi Péter betegsége miatt már nem csak billentyűse és vezetője, de énekese is volt a nevét The Rock Bandre változtató zenekarnak.
2006 júliusában súlyos stádiumban lévő akut leukémiát diagnosztizáltak nála. Közel egy év kórház, steril box, csontvelő-transzplantáció után csodával határos módon meggyógyult. Betegsége ideje alatt végig egy internetes naplóban számolt be meghökkentő őszinteséggel betegségéről, kezelésekről, gyógyulásáról.
2006. november 5-én egyedülálló módon segítette felgyógyulását a zenészszakma. Rockzenészek egy rockzenészért címmel rendeztek segélykoncertet Zefiért telt házzal és közel 100 neves fellépővel.
Zeffer András gyógyulása után fiatal, igen tehetséges zenészekkel alakította újjá zenekarát, amivel viszi tovább a TRB örökséget, amiért olyan sokat dolgozott. Zeffer András és a RockBand néven 2007. október 27-én léptek először színpadra, Zefi visszatérő koncertjén, ahol telt ház ünnepelte a felgyógyult rockzenészt. A koncert megjelent DVD formában.
2008 októberében ünnepelte 50. születésnapját. Ez az év sok minden másért is emlékezetes marad:
májusban megalakította (az év zenei szenzációjának[forrás?] számító) Mobilmánia zenekart, egykori P. Mobil-tagokból: Vikidál Gyulával, Tunyogi Péterrel, Rudán Joe-val és Kékesi Lászlóval. Sikeres koncertjeiket látva az EMI kiadó lemezszerződést ajánlott föl nekik. Amikor már elkészültek az új dalok, tragédia érte a zenekart és a magyar rockot: egy balesetben Tunyogi Péter életét vesztette, így a lemezt már nélküle fejezték be 2008 decemberében.
Ugyanabban a hónapban megjelenik első könyve: Őssejt és Rock and Roll címmel, amiben az internetes napló bővített formáját olvashatjuk, továbbá megszólalnak orvosok, rajongók és családtagok is.
2009. Mobilmánia együttes Petőfi csarnokban megtartott nagy koncertjén jelen vannak a régi P. Mobil dobos társak. Szenzációként a színpadon 5 független dobfelszerelés látható és hallható. Ebből a koncertből DVD és CD is készült.
2010. Alexandrával köt szerződést egy újabb stúdió albumra. Az út legyen Veled címmel.
2011-ben elnyerik a MAHASZ Fonogram Magyar Zenei Díját az Út legyen Veled című albummal.
2012. Pecsa Szabadtéri színpadon hatalmas[forrás?] Mobilmánia koncertet adnak, Zeffer András 35 éves jubileumi éve alkalmából. Szerződés köt a Hammer Records-szal. A Pecsa koncertből Dupla audió CD és DVD készül.
2013-ban megjelenteti a Világon is első zenei 3 dimenziós blu-ray kiadványukat 5.1 és 2.0-as hanggal, melyen a PECSA koncert verziója látható és hallható.
2014-ben a Mobilmánia elkészíti 3. stúdióalbumát Fénypokol címmel. A munkálatokat a SuperSize Recording Stúdióban készítik. Minden idők egyik legjobb magyar rockzenei albuma[forrás?].
2017-ben jelent meg a Mobilmánia legutóbbi albuma, Vándorvér címmel.
2018 január 6-án pedig tripla jubileumi koncertre került sor a Papp László Budapest Sportarénában: Vikidál Gyula 70, Zeffer András 60, a Mobilmánia pedig 10 éves születésnapját ünnepelte. A műsor két részből állt: az első részében Vikidál (Dinamit, P.Box, színház), a második részben Zeffer András saját (Tunyogi Rock Band, RockBand ), illetve előbbivel közös munkássága (P.Mobil, Mobilmánia) került terítékre. A vendégek névsora: az egész koncertet a Vass Lajos Szimfonikus Zenekar színesítette, az első blokkban közreműködött Nagy Anikó és Zöld Csaba színművészek, Homonyik Sándor énekes, Jankai Béla és fiai (Valentin, Sebastian), továbbá Vikidál Gyula első zenekara (Gemler) gitárosa, Szabó László "Morci"; a második blokkban pedig Závodi János és Lukács Peta játszottak, és megemlékeztek Tunyogi Péterről is.
Nős, felesége Csilla, aki a Mobilmánia és a Rock Band ügyeit intézi. Két lánya van, Szandra és Bettina. Szandra révén egy fiúunokája van (Márk).

## Diszkográfia

### P. Mobil
- 1981 – Mobilizmo LP/CD
- 1983 – Heavy Medal LP/CD
- 1984 – Rocklegendák 3. – Honfoglalás LP/CD
- 1993 – Stage Power (antológia 1981-1984) 2CD
- 1994 – Ez az élet, Babolcsai néni! CD
- 1994 – A legrosszabb koncert (koncertfelvétel) VHS
- 1994 – Worst of P. Mobil (koncertfelvétel) CD
- 1995 – Rest of P. Mobil (1994-es koncertfelvételek + 1995-ös stúdiófelvételek) CD
- 1995 – A zöld, a bíbor és a fekete – Bencsik Sándor-emléklemez (válogatás) CD
- 1995 – Honfoglalás – Szimfonikus verzió CD
- 1996 – Honfoglalás '96 – Rockverzió maxi CD
- 2002 – Honfoglalás (1995-ös és 1983-as koncertfelvétel) DVD+CD
- 2003 – Múlt idő 1973-1984 (demók, bootlegek) CD
- 2004 – Magyar fal (1983-as koncertfelvétel) / Heavy Medal (1983-as dokumentumfilm) DVD+2CD
- 2009 – Örökmozgó lettem 2. (dokumentumfilm) / A legrosszabb koncert (1994-es koncertfelvétel) DVD
- 2009 – Honfoglalás '96 – Rockverzió / Honfoglalás – (1995-ös) Szimfonikus verzió / Honfoglalás (1983-as koncertfelvétel) CD
- 2009 – 4 Rocktenor (1995-ös koncertfelvétel) DVD

### Vendégként
- 1997 – Száz év zene (Som Lajos, Závodi János és Horváth Attila szerzői lemeze) CD

### Tunyogi Rock Band / TRB
- 1997 – A tegnap itthagyott CD
- 1997 – A King For Yesterday CD
- 1998 – TRB Koncert VHS/CD
- 2001 – Szárnyakon szédülő CD
- 2003 – Próbáld meg őszintén – Koncert CD
- 2008 – Tunyogi Péter emlékére – TRB koncert (videóklipek + 1998-as koncertfelvétel) DVD
- 2008 – Az légy, aki vagy – Horváth Attila Életmű (válogatás) CD
- 2008 – Ha volna két életem – Horváth Attila Életmű (válogatás) CD
- 2008 – Szabad vér – Horváth Attila Életmű (válogatás) CD
- 2011 – TRB – Tunyogi Péter Emlékkoncert, 2CD + DVD (2018, 2011.04.27, Millenáris Teátrum)

### Zeffer András
- 2004 – Új utakon (szerzői album) CD

### the Rock Band / tRB
- 2004 – Születtem, szerettem CD
- 2005 – the Rock Band Koncert DVD/CD
- 2006 – Unplugged (az Echo Quartettel) CD
- 2008 – Szabad vér – Horváth Attila Életmű (válogatás) CD

### Zeffer András és a RockBand
- 2007 – A Legenda visszatér (koncertfelvétel) DVD
- 2008 – Szabad vér – Horváth Attila Életmű (válogatás) CD

### RockBand
- 2009 – MobilMánia Koncert (koncertfelvétel a MobilMánia előzenekaraként) DVD

### MobilMánia
- 2008 – Ez a mánia CD
- 2009 – MobilMánia Koncert (előzenekar a RockBand) DVD+CD
- 2010 – Az út legyen veled
- 2012 – Vagyunk és maradunk még DVD+2CD
- 2013 – Vagyunk és maradunk még 3 Dimenziós BLURAY
- 2014 – Fénypokol CD
- 2016 – Fénypokol koncert DVD+CD
- 2017 – Vándorvér CD
- 2018 – Ez még nem a Pokol/ Landed In Your Hell CD
- 2020 – Zefi & Bajnok 40 CD

## Könyve
- Őssejt és rock and roll. Zeffer András rockzenész naplója leukémia elleni harcáról, csontvelő-transzplantációjáról és gyógyulásáról; szerk. Zeffer Csilla; EMI Zenei Kft., Bp., 2008

## Díjak
- Magyar Arany Érdemkereszt (2017)[1]
- Máté Péter-díj (2024)[2]